# Województwo środkowopolskie
Województwo środkowopolskie lub wschodniowielkopolskie – projekt województwa w środkowo-zachodniej Polsce, na Nizinie Południowowielkopolskiej, w dorzeczu górnej i środkowej Warty, w historycznych granicach Kaliskiego (wschodniej Wielkopolski); projekt powstał w 1998 i został ponownie przedstawiony m.in. w 2005 i 2021.
Nowe województwo obejmowałoby od 13 do 15 powiatów i dwa miasta na prawach powiatu, jego obszar pokrywałby się częściowo z obszarem istniejących w latach 1975–1998 województw: kaliskiego, konińskiego i sieradzkiego. Na obszarze województwa znalazłaby się aglomeracja kalisko-ostrowska oraz Kaliski Okręg Przemysłowy i Konińskie Zagłębie Węgla Brunatnego.
Postulat utworzenia nowego województwa wysunęło w 2005 Stowarzyszenie na rzecz Rozwoju Regionu i Utworzenia Województwa Środkowopolskiego. Projekt nowego województwa jest w ogólnym zarysie tożsamy z projektem województwa kaliskiego z 1919, uchwalonym na Zjeździe Przedstawicieli Miast Ziemi Kaliskiej; projekt przewidywał, że nowe województwo obejmie ówczesne powiaty: jarociński, kaliski, Kalisz (miasto wydzielone), kępiński, koniński, kolski, koźmiński, krotoszyński, odolanowski, ostrowski, ostrzeszowski, pleszewski, sieradzki, słupecki, turecki i wieluński, i został wcześniej poparty i przyjęty przez wszystkie rady miast i rady powiatów.

## Opinie
Rada miejska w Kaliszu dnia 29 czerwca 2006 wydała uchwałę popierającą działania stowarzyszenia. Z kolei prezydent miasta Janusz Pęcherz wypowiadał się z dystansem o pomyśle utworzenia tego województwa.
Projekt spotkał się z zainteresowaniem ówczesnych władz Ostrowa Wielkopolskiego oraz byłego prezydenta Jerzego Świątka, ale także z krytyką części mieszkańców.
Sceptycznie oceniali pomysł nowego województwa władze i mieszkańcy większych uwzględnionych w projekcie miast: Jarocina, Krotoszyna, Kępna i Pleszewa, powołując się na uwarunkowania historyczne, niekorzystną sytuacją terenów w okresie istnienia województwa kaliskiego z lat 1975–1998, a także niepotrzebnym rozrostem administracji wojewódzkiej.
Projekt zyskał poparcie pojedynczych posłów pochodzących z regionu.

## Geografia

### Położenie
Województwo środkowopolskie graniczyłoby z województwami:
- dolnośląskim
- kujawsko-pomorskim
- łódzkim
- opolskim
- wielkopolskim

### Terytorium
Województwo środkowopolskie obejmowałoby:
- powiaty obecnego województwa łódzkiego:
  - sieradzki
  - wieruszowski
- powiaty obecnego województwa wielkopolskiego:
  - jarociński
  - kaliski
  - miasto Kalisz
  - kępiński
  - kolski
  - miasto Konin
  - koniński
  - krotoszyński
  - ostrowski
  - ostrzeszowski
  - pleszewski
  - słupecki
  - turecki

Stolicą nowego województwa miał stać się Kalisz.